# マーロン・ブランドのフィルモグラフィー
史上最高の俳優のひとりに数えられるマーロン・ブランドのフィルモグラフィーである。

## 舞台
この一覧は未完成です。加筆、訂正して下さる協力者を求めています。
| 公開年 | 邦題 原題                                        | 役名                     | 備考                     |
| ------ | ------------------------------------------------ | ------------------------ | ------------------------ |
| 1944年 | Bobino                                           | ジラッフ/ガード          |                          |
| 1944年 | I Remember Mama                                  | ネルズ                   | ブロードウェイ・デビュー |
| 1946年 | Truckline Cafe                                   | セイジ・マクリー         |                          |
| 1946年 | A Flag is Born                                   | デヴィッド               |                          |
| 1946年 | キャンディダ Candida                             | ユージン・マーチバンクス |                          |
| 1946年 | Antigone                                         | メッセンジャー           |                          |
| 1947年 | 双頭の鷲 Eagle Rampant (The Eagle Has Two Heads) | スタニスラス             |                          |
| 1947年 | 欲望という名の電車 A Streetcar Named Desire      | スタンリー・コワルスキー |                          |
| 1953年 | 武器と人 Arms and the Man                        | セルギウス               | 最後の舞台               |

## 映画
| 公開年 | 邦題 原題                                            | 役名                                           | 監督                                                  | 備考 |
| ------ | ---------------------------------------------------- | ---------------------------------------------- | ----------------------------------------------------- | --- |
| 1950年 | 男たち The Men                                       | ケネス・"ケン"・ウィルチェック / "バド"        | フレッド・ジンネマン                                  | |
| 1951年 | 欲望という名の電車 A Streetcar Named Desire          | スタンリー・コワルスキー                       | エリア・カザン                                        | アカデミー主演男優賞ノミネート ニューヨーク映画批評家協会賞 主演男優賞ノミネート |
| 1952年 | 革命児サパタ Viva Zapata!                            | エミリアーノ・サパタ                           | エリア・カザン                                        | 英国アカデミー賞最優秀外国男優賞 カンヌ国際映画祭 男優賞 アカデミー主演男優賞ノミネート |
| 1953年 | ジュリアス・シーザー Julius Caesar                   | マルクス・アントニウス                         | ジョーゼフ・L・マンキーウィッツ                       | 英国アカデミー賞最優秀外国男優賞 アカデミー主演男優賞ノミネート |
| 1953年 | 乱暴者 The Wild One                                  | ジョニー・ストラブラー                         | ラズロ・ベネディク                                    | |
| 1954年 | 波止場 On the Waterfront                             | テリー・マロイ                                 | エリア・カザン                                        | アカデミー主演男優賞 英国アカデミー賞最優秀外国男優賞 ゴールデングローブ賞 映画部門 主演男優賞 (ドラマ部門) ニューヨーク映画批評家協会賞 主演男優賞 バンビ賞国際主演男優賞                                                                                           |
| 1954年 | デジレ Désirée                                       | ナポレオン・ボナパルト                         | ヘンリー・コスター                                    | |
| 1955年 | 野郎どもと女たち Guys and Dolls                      | スカイ・マスターソン                           | ジョーゼフ・L・マンキーウィッツ                       | |
| 1956年 | 八月十五夜の茶屋 The Teahouse of the August Moon     | サキニ                                         | ダニエル・マン                                        | ゴールデングローブ賞 映画部門 主演男優賞 (ミュージカル・コメディ部門)ノミネート |
| 1957年 | サヨナラ Sayonara                                    | ロイド・"エース"・グルーヴァー米空軍少佐       | ジョシュア・ローガン                                  | ダヴィッド・ディ・ドナテッロ賞 外国人男優賞 アカデミー主演男優賞ノミネート ゴールデングローブ賞 映画部門 主演男優賞 (ドラマ部門)ノミネート ニューヨーク映画批評家協会賞 主演男優賞ノミネート                                                                         |
| 1958年 | 若き獅子たち The Young Lions                         | クリスチャン・ディーストル中尉                 | エドワード・ドミトリク                                | ローレル賞 トップ・メイル・ドラマティック・パフォーマンス 英国アカデミー賞最優秀外国男優賞ノミネート |
| 1960年 | 蛇皮の服を着た男 The Fugitive Kind                   | ヴァレンタイン・"スネークスキン"・ザヴィアー   | シドニー・ルメット                                    | |
| 1961年 | 片目のジャック One-Eyed Jacks                        | リオ                                           | マーロン・ブランド                                    | 兼監督 |
| 1962年 | 戦艦バウンティ Mutiny on the Bounty                  | フレッチャー・クリスチャン中尉                 | ルイス・マイルストン                                  | |
| 1963年 | 侵略 The Ugly American                               | ハリソン・カーター・マックホワイト大使         | ジョージ・イングランド                                | ゴールデングローブ賞 映画部門 主演男優賞 (ドラマ部門)ノミネート |
| 1964年 | 寝室ものがたり Bedtime Story                         | フレディ・ベンソン                             | ラルフ・レヴィ                                        | |
| 1965年 | モリツリ/南太平洋爆破作戦 Morituri                   | ロバート・クレイン                             | ベルンハルト・ヴィッキ                                | |
| 1966年 | 逃亡地帯 The Chase                                   | カルダー保安官                                 | アーサー・ペン                                        | |
| 1966年 | シェラマドレの決斗 The Appaloosa                     | マット・フレッチャー                           | シドニー・J・フューリー                               | |
| 1967年 | 伯爵夫人 A Countess from Hong Kong                   | オグデン・ミアーズ                             | チャーリー・チャップリン                              | |
| 1967年 | 禁じられた情事の森 Reflections in a Golden Eye       | ウェルドン・ペンダーソン少佐                   | ジョン・ヒューストン                                  | |
| 1968年 | キャンディ Candy                                     | グリンドル                                     | クリスチャン・マルカン                                | |
| 1969年 | 私は誘拐されたい The Night of the Following Day      | 運転手バッド                                   | ヒューバート・コーンフィールド                        | |
| 1969年 | ケマダの戦い Burn!                                   | サー・ウィリアム・ウォーカー                   | ジッロ・ポンテコルヴォ                                | |
| 1971年 | 妖精たちの森 The Nightcomers                         | ピーター・クイント                             | マイケル・ウィナー                                    | 英国アカデミー賞 主演男優賞ノミネート |
| 1972年 | ゴッドファーザー The Godfather                       | ドン・ヴィトー・コルレオーネ                   | フランシス・フォード・コッポラ                        | アカデミー主演男優賞 （受賞拒否） ゴールデングローブ賞 映画部門 主演男優賞 (ドラマ部門) カンザス・シティ映画批評家協会賞主演男優賞 英国アカデミー賞 主演男優賞ノミネート 全米映画批評家協会賞 主演男優賞ノミネート ニューヨーク映画批評家協会賞 主演男優賞ノミネート |
| 1972年 | ラスト・タンゴ・イン・パリ Last Tango in Paris       | ポール                                         | ベルナルド・ベルトルッチ                              | 全米映画批評家協会賞 主演男優賞 ニューヨーク映画批評家協会賞 主演男優賞 アカデミー主演男優賞ノミネート 英国アカデミー賞 主演男優賞ノミネート |
| 1976年 | ミズーリ・ブレイク The Missouri Breaks               | ロバート・E・リー・クレイトン                  | アーサー・ペン                                        | |
| 1978年 | スーパーマン Superman                                | ジョー＝エル                                   | リチャード・ドナー                                    | |
| 1978年 | Raoni                                                | ナレーター                                     | ピエール・デュティロー ルイス・カルロス・サルダーニャ | 声のみ ドキュメンタリー |
| 1979年 | 地獄の黙示録 Apocalypse Now                          | ウォルター・E・カーツ大佐                      | フランシス・フォード・コッポラ                        | |
| 1980年 | ジェネシスを追え The Formula                         | アダム・ステイフェル                           | ジョン・G・アヴィルドセン                             | ゴールデンラズベリー賞 最低助演男優賞ノミネート |
| 1989年 | 白く渇いた季節 A Dry White Season                    | イアン・マッケンジー                           | ユーザン・パルシー                                    | 東京国際映画祭最優秀男優賞 アカデミー助演男優賞ノミネート 英国アカデミー賞 助演男優賞ノミネート シカゴ映画批評家協会賞 助演男優賞ノミネート ゴールデングローブ賞 映画部門 助演男優賞ノミネート ニューヨーク映画批評家協会賞 助演男優賞ノミネート                     |
| 1990年 | ドン・サバティーニ The Freshman                      | カーマイン・サバティーニ                       | アンドリュー・バーグマン                              | |
| 1992年 | コロンブス Christopher Columbus: The Discovery       | トマス・デ・トルケマダ                         | ジョン・グレン                                        | ゴールデンラズベリー賞 最低助演男優賞ノミネート |
| 1995年 | ドンファン Don Juan DeMarco                          | ジャック・ミックラー医師                       | ジェレミー・レヴェン                                  | |
| 1996年 | D.N.A./ドクター・モローの島 The Island of Dr. Moreau | ドクター・モロー                               | ジョン・フランケンハイマー                            | ゴールデンラズベリー賞 最低助演男優賞 ゴールデンラズベリー賞 最低スクリーンコンボ賞ノミネート （「獣人」とともに） |
| 1997年 | ブレイブ The Brave                                   | マッカーシー                                   | ジョニー・デップ                                      | |
| 1998年 | フリーマネー Free Money                              | スヴェン・"ザ・スウィード"・ソレンソン刑務所長 | イヴ・シモノー                                        | |
| 2001年 | スコア The Score                                     | マックス                                       | フランク・オズ                                        | |

## テレビ
| 公開年 | 邦題 原題                           | 役名                               | 備考                                                                                    |
| ------ | ----------------------------------- | ---------------------------------- | --------------------------------------------------------------------------------------- |
| 1949年 | Actors Studio                       | ドクター                           | エピソード「I'm No Hero」                                                               |
| 1950年 | Come Out Fighting                   | ジミー・ブランド                   | パイロット版                                                                            |
| 1979年 | ルーツ2 Roots: The Next Generations | ジョージ・リンカーン・ロックウェル | エピソード #1.7 プライムタイム・エミー賞助演男優賞（リミテッドシリーズ/テレビ映画部門） |

## ミュージック・ビデオ
| 公開年 | 邦題 原題                                        | アーティスト         | 役名     |
| ------ | ------------------------------------------------ | -------------------- | -------- |
| 2001年 | ユー・ロック・マイ・ワールド "You Rock My World" | マイケル・ジャクソン | ザ・ボス |

## ビデオゲーム
| 公開年 | 邦題 原題                      | 声の出演                     | 備考              |
| ------ | ------------------------------ | ---------------------------- | ----------------- |
| 2006年 | ゴッドファーザー The Godfather | ドン・ヴィトー・コルレオーネ | カメオ 死後の発売 |

## 出演を拒否または未完成の映画企画
| 公開年 | 邦題 原題                                            | 役名（演じた場合）                           | 実際に演じた俳優           | 監督                                 | 備考 |
| ------ | ---------------------------------------------------- | -------------------------------------------- | -------------------------- | ------------------------------------ | --- |
| 1950年 | サンセット大通り Sunset Boulevard                    | ジョー・ギルズ                               | ウィリアム・ホールデン     | ビリー・ワイルダー                   | 知名度が足りないと見なされたため |
| 1952年 | 真昼の決闘 High Noon                                 | ウィル・ケイン                               | ゲイリー・クーパー         | フレッド・ジンネマン                 | |
| 1954年 | エジプト人 The Egyptian                              | シヌヘ                                       | エドマンド・パードム       | マイケル・カーティス                 | |
| 1954年 | 赤と黒 Le rouge et le noir                           | ジュリアン・ソレル                           | ジェラール・フィリップ     | クロード・オータン＝ララ             | |
| 1954年 | スタア誕生 A Star Is Born                            | ノーマン・レスター                           | ジェームズ・メイソン       | ジョージ・キューカー                 | |
| 1955年 | エデンの東 East of Eden                              | キャル・トラスク                             | ジェームズ・ディーン       | エリア・カザン                       | 30歳のブランドでは年齢が高すぎると判断するまで、カザンはブランドを想定していた。 |
| 1956年 | ベビイ・ドール Baby Doll                             | アーチー・リー・ミーアン                     | カール・マルデン           | エリア・カザン                       | |
| 1956年 | 征服者 The Conqueror                                 | チンギス・カン                               | ジョン・ウェイン           | ディック・パウエル                   | ネヴァダ州の核実験場の近くで撮影。220人の映画キャストとクルーメンバーのうち91人（41.36%に及ぶ）が生涯で癌にかかった。ジョン・ウェインやスーザン・ヘイワードを含む46人（20.91%）が癌で死亡した。 |
| 1956年 | ジャイアンツ Giant                                   | ジェット・リンク                             | ジェームズ・ディーン       | ジョージ・スティーヴンス             | |
| 1957年 | 群衆の中の一つの顔 A Face in the Crowd               | ラリー・"ロンサム"・ローズ                   | アンディ・グリフィス       | エリア・カザン                       | |
| 1957年 | 黄金の腕 The Man with the Golden Arm                 | フランキー・マシーン                         | フランク・シナトラ         | オットー・プレミンジャー             | |
| 1958年 | 手錠のまゝの脱獄 The Defiant Ones                    | ジョン・"ジョーカー"・ジャクソン             | トニー・カーティス         | スタンリー・クレイマー               | |
| 1959年 | ベン・ハー Ben-Hur                                   | ジュダ・ベン・ハー                           | チャールトン・ヘストン     | ウィリアム・ワイラー                 | |
| 1961年 | ニュールンベルグ裁判 Judgment at Nuremberg           | ハンス・ロルフ                               | マクシミリアン・シェル     | スタンリー・クレイマー               | 役を得ようと珍しく努力している。役に興味を示し。クレイマーに連絡を取った。 |
| 1962年 | アラビアのロレンス Lawrence of Arabia                | T・E・ロレンス                               | ピーター・オトゥール       | デヴィッド・リーン                   | ブランドは快適なタヒチ島で撮影できる『戦艦バウンティ』への出演を選んだ。報酬も高かった。彼は「2年間もラクダの背中に乗って過ごすなんて地獄だ」と発言した。 |
| 1963年 | クレオパトラ Cleopatra                               | マルクス・アントニウス                       | リチャード・バートン       | ジョーゼフ・L・マンキーウィッツ      | ブランドは『戦艦バウンティ』への出演を選んだ。 |
| 1965年 | ドクトル・ジバゴ Doctor Zhivago                      | ヴィクトル・イポリトヴィッチ・コマロフスキー | ロッド・スタイガー         | デヴィッド・リーン                   | |
| 1967年 | 卒業 The Graduate                                    | ミスター・ロビンソン                         | マーレイ・ハミルトン       | マイク・ニコルズ                     | |
| 1968年 | 猿の惑星 Planet of the Apes                          | ジョージ・テイラー                           | チャールトン・ヘストン     | フランクリン・J・シャフナー          | |
| 1969年 | 明日に向って撃て! Butch Cassidy and the Sundance Kid | ブッチ・キャシディかサンダンス・キッド       | ロバート・レッドフォード   | ジョージ・ロイ・ヒル                 | 『片目のジャック』に似すぎていると判断し『ケマダの戦い』を作った。 |
| 1969年 | アレンジメント/愛の旋律 The Arrangement              | エディ・アンダーソン                         | カーク・ダグラス           | エリア・カザン                       | ブランドはカザンの第一候補であったがマーティン・ルーサー・キング暗殺後にこのような軽い映画は作れないと降板した。 |
| 1970年 | 小さな巨人 Little Big Man                            | オールド・ロッジ・スキンズ                   | チーフ・ダン・ジョージ     | アーサー・ペン                       | |
| 1970年 | ライアンの娘 Ryan's Daughter                         | ランドルフ・ドリアン少佐                     | クリストファー・ジョーンズ | デヴィッド・リーン                   | ブランドはリーンの第一候補であったが、南アフリカで撮影中の『ケマダの戦い』が予定より遅れていたため降板した。 |
| 1971年 | ダーティハリー Dirty Harry                           | ハリー・キャラハン                           | クリント・イーストウッド   | ドン・シーゲル                       | |
| 1972年 | 脱出 Deliverance                                     | ルイス・メドロック                           | バート・レイノルズ         | ジョン・ブアマン                     | |
| 1972年 | Child's Play                                         | ジョセフ・ドッブス                           | ロバート・プレストン       | シドニー・ルメット                   | |
| 1972年 | ゴングなき戦い Fat City                              | ビリー・タリー                               | ステイシー・キーチ         | ジョン・ヒューストン                 | |
| 1974年 | 華麗なるギャツビー The Great Gatsby                  | ジェイ・ギャツビー                           | ロバート・レッドフォード   | ジャック・クレイトン                 | |
| 1974年 | ゴッドファーザー PART II The Godfather Part II       | ヴィトー・コルレオーネ                       |                            | フランシス・フォード・コッポラ       | |
| 1975年 | カッコーの巣の上で One Flew Over the Cuckoo's Nest   | ランドル・パトリック・"R・P"・マクマーフィ   | ジャック・ニコルソン       | ミロス・フォアマン                   | ブランドはこの役のオファーを断った。 |
| 1976年 | スター誕生 A Star Is Born                            | ジョン・ノーマン・ハワード                   | クリス・クリストファーソン | フランク・ピアソン                   | |
| 1976年 | タクシードライバー Taxi Driver                       | トラヴィス・ビックル                         | ロバート・デ・ニーロ       | マーティン・スコセッシ               | |
| 1977年 | エクウス Equus                                       | マーティン・ダイサート                       | リチャード・バートン       | シドニー・ルメット                   | |
| 1980年 | スーパーマンII Superman II                           | ジョー＝エル                                 |                            | リチャード・レスター                 | マーロン・ブランドは製作の早い段階で『スーパーマン』2作品のすべてのシーンを撮り終えていた。ブランドは第1作目から得られた5000万ドルの利益を求めてプロデューサー、イリヤ・サルキンドを訴え勝訴した。サルキンドはブランドを映画からカットしシーンを女優スザンナ・ヨークに置き換えた。ブランドのシーンは2006年の再編集版『スーパーマンII リチャード・ドナーCUT版』で復元された。 |
| 1984年 | 1984 Nineteen Eighty-Four                            | オブライエン                                 | リチャード・バートン       | マイケル・ラドフォード               | |
| 1986年 | サルバドル/遥かなる日々 Salvador                     | リチャード・ボイル                           | ジェームズ・ウッズ         | オリヴァー・ストーン                 | |
| 1987年 | エンゼル・ハート Angel Heart                         | ルイ・サイファー                             | ロバート・デ・ニーロ       | アラン・パーカー                     | |
| 1987年 | ラストエンペラー The Last Emperor                    | レジナルド・ジョンストン                     | ピーター・オトゥール       | ベルナルド・ベルトルッチ             | |
| 1988年 | タッカー Tucker: The Man and His Dream               | プレストン・タッカー                         | ジェフ・ブリッジス         | フランシス・フォード・コッポラ       | |
| 1988年 | バロン The Adventures of Baron Munchausen            | ヴァルカン                                   | オリヴァー・リード         | テリー・ギリアム                     | |
| 1990年 | ダンス・ウィズ・ウルブズ Dances with Wolves          | ファンブロー少佐                             | モーリー・チェイキン       | ケヴィン・コスナー                   | |
| 1990年 | ザ・フィールド The Field                             | ブル・マッケイブ                             | リチャード・ハリス         | ジム・シェリダン                     | |
| 1991年 | Nostromo （未完成）                                  |                                              |                            | デヴィッド・リーン                   | 主要シーンの撮影が始まる前に監督のデヴィッド・リーンが亡くなったため制作中止。 |
| 1995年 | Divine Rapture （未完成）                            | 司祭                                         |                            |                                      | 撮影が開始されたものの制作会社のトラブルにより予算不足に陥り制作中止。 |
| 1998年 | ビッグ・リボウスキ The Big Lebowski                  | ジェフリー・"ザ・ビッグ"・リボウスキ         | デヴィッド・ハドルストン   | ジョエル・コーエン                   | コーエン兄弟はブランドにこの役を考えており、脚本執筆中も彼を想定していた。しかしブランドは健康上の理由で出演できなかった。 |
| 1998年 | アメリカン・ヒストリーX American History X           | キャメロン・アレクサンダー                   | ステイシー・キーチ         | トニー・ケイ                         | |
| 1999年 | スリーピー・ホロウ Sleepy Hollow                     | 首なし騎士                                   | クリストファー・ウォーケン | ティム・バートン                     | |
| 1999年 | マグノリア Magnolia                                  | アール・パートリッジ                         | ジェイソン・ロバーズ       | ポール・トーマス・アンダーソン       | |
| 2001年 | 最'新'絶叫計画 Scary Movie 2                         | マクフィーリー神父                           | ジェームズ・ウッズ         | キーネン・アイヴォリー・ウェイアンズ | |
| 2004年 | マイ・ボディガード Man on Fire                       | ポール・レイバーン                           | クリストファー・ウォーケン | トニー・スコット                     | |
| 2004年 | Big Bug Man （未完成）                               | ミセス・サワー（声のみ）                     |                            | ボブ・ベンダーソン ピーター・シン    | アニメーション映画。2004年7月1日に亡くなる1か月前、ブランドはミセス・サワーの声を録音した。ブランドはこの企画で女性を演じることは面白いだろうと考えていた。ブランドの死後、映画の進捗について更新はない。 |